# Bines Green
Bines Green – osada w Anglii, w hrabstwie West Sussex, w dystrykcie Horsham. Leży 35 km na wschód od miasta Chichester i 64 km na południe od Londynu.